# Acanthopetalum minotauri
Acanthopetalum minotauri är en mångfotingart som först beskrevs av Carl Graf Attems 1902.  Acanthopetalum minotauri ingår i släktet Acanthopetalum och familjen Schizopetalidae. Inga underarter finns listade i Catalogue of Life.